# Chougny
Chougny ist eine französische Gemeinde mit 84 Einwohnern (Stand 1. Januar 2022) im  Département Nièvre in der Region Bourgogne-Franche-Comté (vor 2016 Bourgogne). Sie gehört zum Arrondissement Château-Chinon (Ville) und zum Kanton Château-Chinon (Ville) (bis 2015 Châtillon-en-Bazois). Die Einwohner werden Chougniens genannt.

## Geographie
Chougny liegt etwa 55 Kilometer ostnordöstlich von Nevers am Rande des Morvan. Umgeben wird Chougny von den Nachbargemeinden Aunay-en-Bazois im Norden und Westen, Blismes im Nordosten, Dun-sur-Grandry im Osten, Saint-Péreuse im Südosten, Maux im Süden, Tamnay-en-Bazois im Südwesten sowie Ougny im Westen.

## Bevölkerungsentwicklung
| Jahr                       | 1962 | 1968 | 1975 | 1982 | 1990 | 1999 | 2006 | 2011 | 2016 |
| -------------------------- | ---- | ---- | ---- | ---- | ---- | ---- | ---- | ---- | ---- |
| Einwohner                  | 183  | 200  | 157  | 116  | 82   | 78   | 83   | 87   | 76   |
| Quellen: Cassini und INSEE |      |      |      |      |      |      |      |      |      |

## Sehenswürdigkeiten
- Kirche Saint-Martin